# Süddeutsche Schildtaube
| Süddeutsche Schildtaube                     | Süddeutsche Schildtaube                    |
| ELRT-Nr. 0438                               | ELRT-Nr. 0438                              |
| ------------------------------------------- | ------------------------------------------ |
| Rassengruppe                                | Farbentauben                               |
| Standardbestimmend im Europäischen Verband: | VDT im Bund Deutscher Rassegeflügelzüchter |
| Liste von Haustaubenrassen                  |                                            |

Die Süddeutsche Schildtaube ist eine alte Haustaubenrasse und gehört zu den Süddeutschen Farbentauben.

## Herkunft
Sie kommt aus Süddeutschland, hauptsächlich Württemberg.

## Geschichte
Zum ersten Mal wurde diese Rasse im Jahr 1818 im Buch Die Fabentauben erwähnt. Dort werden sie als belatscht definiert. In der ehemaligen DDR wurde diese Rasse nur sehr selten gehalten.

## Aussehen
Die Taubenrasse hat einen kräftigen Körperbau. Das Gefieder liegt eng am Körper an. Schmalzkiele dürfen vorhanden sein. Der kräftige Kopf hat eine breite, leicht gewölbte Stirn. Am Hinterkopf ist eine Rundhaube vorhanden. Die dunklen Augen sind von einem dünnen, fleischfarbenen Rand umgeben. Der Schnabel hat einen kräftigen Ansatz. Der Hals ist lang und an der Kehle rundlich geformt. Die breite Brust steht leicht hervor. Der breite Rücken fällt von den Schultern leicht zum Schwanzende hin leicht ab. Die mittelhohen Beine sind kräftig und der rote Fuß ist nackt.

### Farben
Folgende Flügelfarben sind anerkannt: Rot, gelb, schwarz, blau mit und ohne Binden, blau gehämmert, gelercht, rot gehämmert, silber ohne weiße Binden, braun ohne weiße Binden, silber mit weißen Binden, braun mit weißen Binden, isabellfarben, weiß geschuppt und marmoriert. Die Grundfärbung des übrigen Körpers ist weiß.

## Fehler
Eine zu schmale und lückenhafte Haube gilt bei dieser Rasse als schwerer Fehler. Als weitere Fehler sind ein zweifarbiger Schnabel, bunter Rücken, zu lange Beine, Stoppeln an den Füßen, mattes Federkleid, zu viele Federn an den Armschwingen, zu wenige Klappenfedern, Handschwingenfedern und unterschiedliche Färbung der Ober- und Unterseite der Flügel.